# Meh-Mahetch

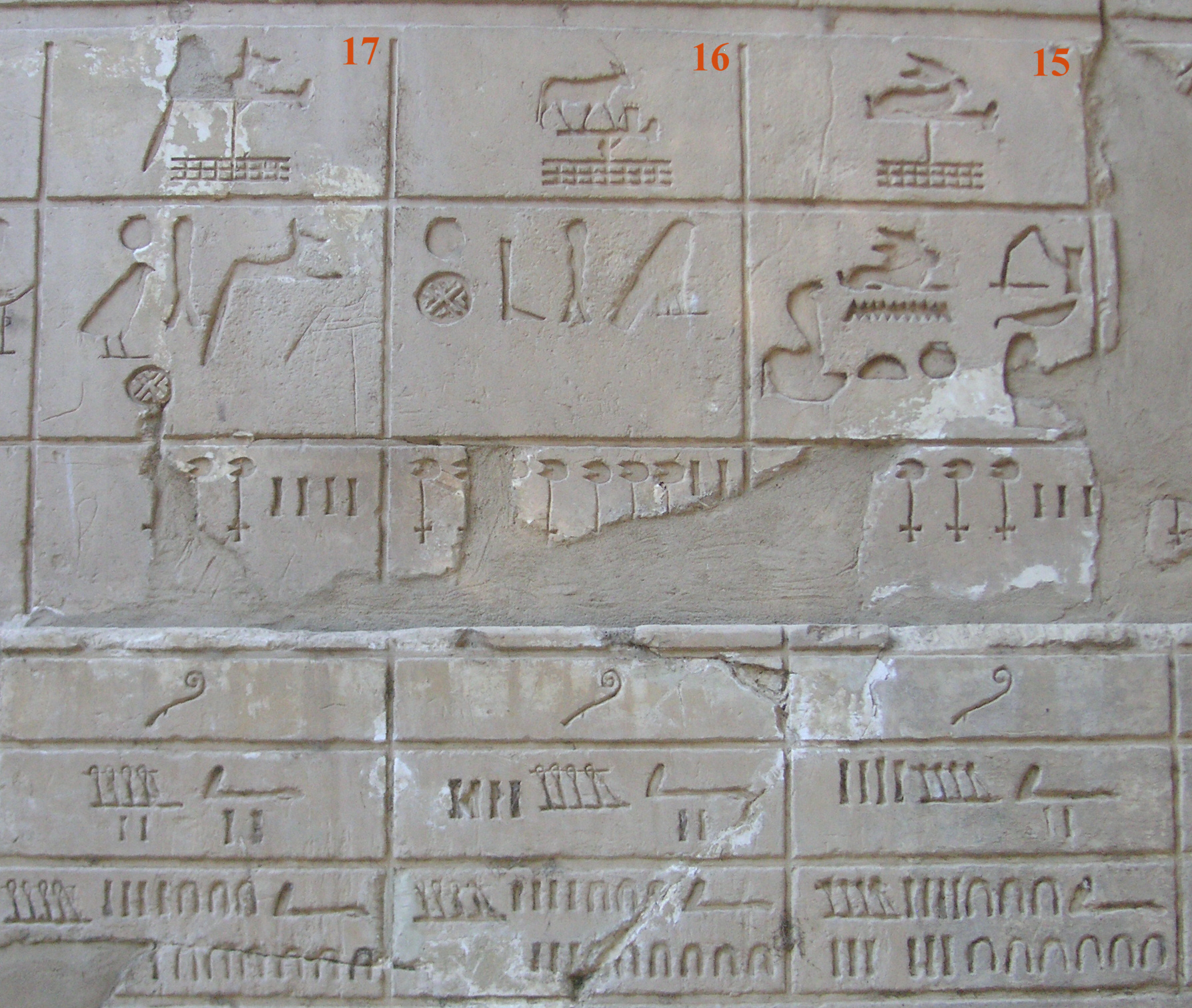
Meh-Mahetch, län 16 på "Vita kapellets" vägg i Karnak.

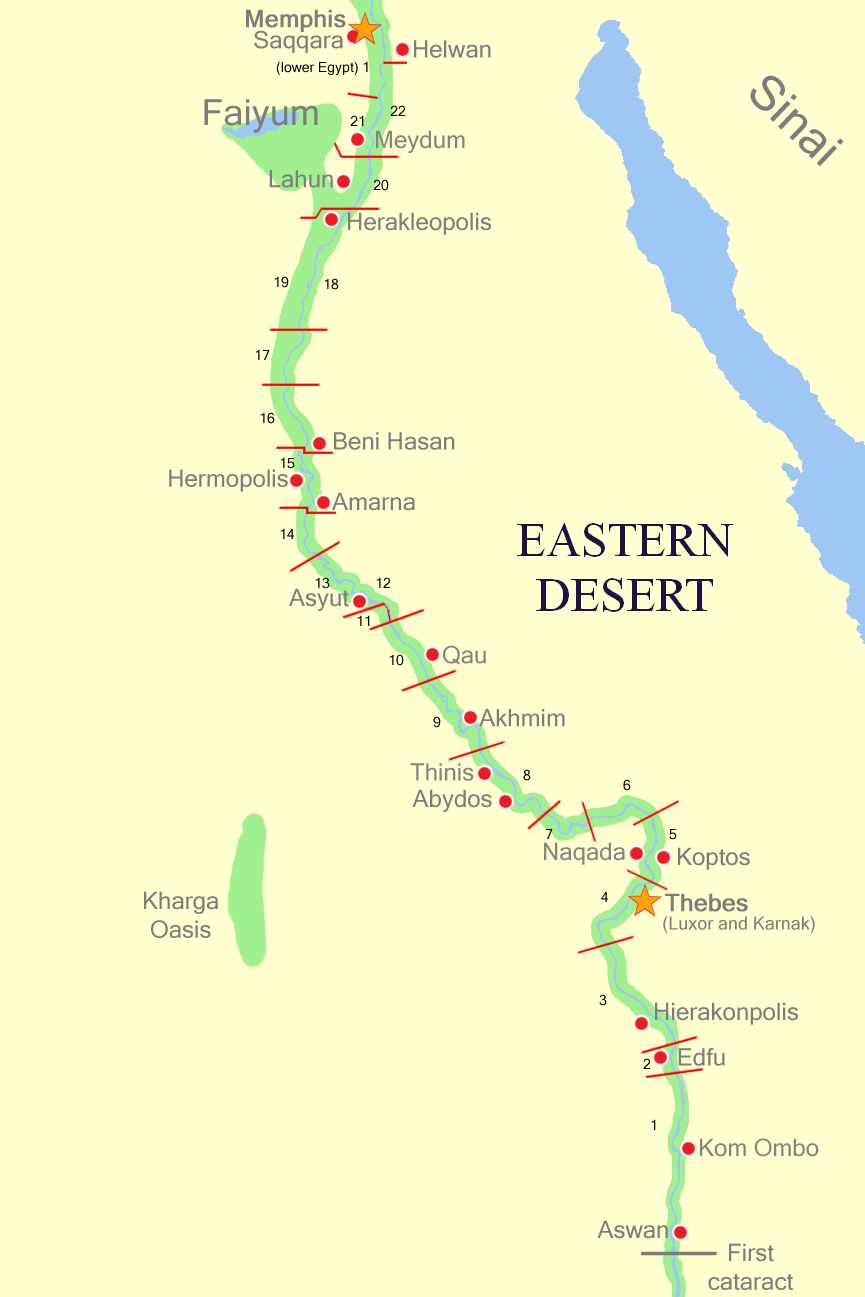
Lägeskarta över nomoi i Övre Egypten.

Meh-Mahetch ("Oryx", även Mahedji) var ett av de 42 nomoi (länen) i Forntida Egypten.
| E31 · R12 · N24 |

Meh-Mahetch med hieroglyfer

## Geografi
Meh-Mahetch var ett av de 22 nomoi i Övre Egypten och hade nummer 16.
Länets yta var cirka 7 cha-ta (cirka 19,0 hektar, 1 cha-ta motsvarar 2,75 ha) med en längd om cirka 4 iteru (cirka 42 km, 1 iteru motsvarar 10,5 km).
Niwt (huvudorten) var Kom al-Ahmar/Hebenu (dagens Kom el Ahmar) och övriga större orter var Tadehnet/Akoris (dagens Ṭihnā al-Ǧabal) och Menat-Khufu/Minya (dagens al-Minya).

## Historia
Varje län styrdes av en nomark som officiellt lydde direkt under faraon.
Varje Niwt hade ett Het net (tempel) tillägnad områdets skyddsgud och ett Heqa het (nomarkens residens).
Länets skyddsgud var Horus och bland övriga gudar dyrkades främst Amon, Khnum, Sebek och Pakhet.
Idag ingår området i guvernementet al-Minya.